# 瓦氏水猪母乳
瓦氏水猪母乳（学名：Rotala wallichii）为千屈菜科水猪母乳属下的一个种，又可稱為紅松尾。

## 扩展阅读
- 維基物種上的相關：瓦氏水猪母乳